# Lethiscus
Lethiscus is een geslacht van uitgestorven pootloze Lepospondyli dat behoort tot de Aïstopoda. Het leefde in het Vroeg-Carboon (ongeveer 330 miljoen jaar geleden), en is bekend van een enkel fossiel exemplaar dat in Schotland is gevonden.

## Beschrijving
Het lichaam was, net als dat van alle Aïstopoda, lang en kronkelig en zonder enig spoor van ledematen of gordels. De schedel was bijzonder licht en gespecialiseerd, vergelijkbaar met die van de andere basale aistopode Ophiderpeton: de oogkassen waren groot en ver naar voren geplaatst, terwijl het wanggebied verstoken was van botten. Er waren ongeveer dertig tanden heel dicht bij elkaar geplaatst op de boven- en onderkaak; de textuur van de beennaden van de schedelbeenderen doet sterk denken aan die van de aïstopoden uit het geslacht Oestocephalus uit het Laat-Carboon. Het meest basale kenmerk van Lethiscus ligt in de structuur van de wervels: in tegenstelling tot de andere aïstopoden, bestonden deze uit grote pleurocentra maar waren de intercentra nog aanwezig.

## Classificatie
Letiscus wordt beschouwd als de meest basale aïstopode, en ook als een van de oudste. Het wordt beschouwd als de enige vertegenwoordiger van de familie Lethiscidae. Cladistische analyses (Anderson et al. 2003) bevestigden dat Lethiscus de meest basale aïstopode was. Ondanks zijn primitiviteit was dit dier al zeer gespecialiseerd: de oorsprong van de aïstopoden is daarom nog steeds een mysterie.